# ميهاي بيرو
ميهاي بيرو (بالمجرية: Bíró Mihály)‏ (مواليد 27 سبتمبر 1919) هو لاعب كرة قدم. يلعب مع منتخب المجر لكرة القدم. سبق له أن لعب في كأس العالم لكرة القدم مع منتخب بلاده.

## روابط خارجية
- ميهاي بيرو على موقع الاتحاد الدولي (مؤرشف)  (الإنجليزية)
- ميهاي بيرو على موقع عالم كرة القدم.نت (الإنجليزية)